# SV Rot-Weiß Bad Muskau
Der SV Rot-Weiß Bad Muskau ist ein Sportverein aus Bad Muskau im Landkreis Görlitz, der durch seine Eishockeyabteilung bekannt ist.

## Geschichte
Der Verein wurde im August 1964 als Abteilung der BSG Motor Bad Muskau gegründet. Im Januar 1965 wurde das Natureisstadion am Bergischen See eingeweiht. Das Stadion konnte aufgrund milderer Winter allerdings nur wenige Jahre genutzt werden. Der Verein betrieb intensiv Nachwuchsarbeit. Die meisten Spieler in der Bezirksauswahl Cottbus kamen aus Bad Muskau. 1970 wurden außer Berlin und Weißwasser alle Eishockeyvereine in der DDR gezwungen, sich aufzulösen. Es wurde nur noch einmal im Jahr eine sogenannte Bestenermittlung ausgetragen, an der Bad Muskau teilnahm. Der Verein durfte allerdings keine Nachwuchsarbeit mehr betreiben. 1971 stieg er erstmals in die A-Gruppe der Bestenermittlung auf, stieg allerdings 1974 wieder ab. 1975 stieg die BSG Motor Bad Muskau jedoch wieder auf. Der Verein hielt sich bis 1988 in der A-Gruppe. Die größten Erfolge waren drei zweite Plätze 1976, 1977 und 1986. Nach der deutschen Wiedervereinigung 1990 wurde der Verein in SV Rot-Weiß Bad Muskau umbenannt. 1990 wurde der Verein Sachsenmeister. Es folgten später drei weitere Titel.
Seit der Saison 2011/12 spielte der Verein in der Regionalliga Ost, seit 2013 als Spielgemeinschaft mit dem ELV Niesky als Bad Muskau Bombers. Nach der Saison 2018/19 zog sich der Verein aus der Eishockey-Regionalliga zurück.

## Spielstätte
Der Verein trägt seine Heimspiele im Eisstadion Weißwasser in Weißwasser aus, da in Bad Muskau kein Eisstadion existiert.